# Ministère de l'Égalité des genres et de la Diversité
Le ministère de l'Égalité des genres et de la Diversité (en allemand : Ministerium für die Gleichstellung der Geschlechter und für Diversität et en luxembourgeois : Ministère fir Gläichstellung tëschent de Geschlechter an Diversitéit), est le département ministériel luxembourgeois responsable de la mise en œuvre de la politique en faveur de l'égalité des sexes.
Il est dirigé, depuis le 17 novembre 2023, par la libérale Yuriko Backes.
Le siège central du ministère se situe au 6A, boulevard Franklin-D.-Roosevelt à Luxembourg.

## Histoire
En mars 2021, une étude menée par l'Institut national de la statistique et des études économiques (STATEC) révèle qu'en 2018, l'écart entre le salaire moyen annuel brut équivalent temps plein d'un homme et celui d'une femme est de 7,2 % (7,1 % hors administration publique). C'est l'écart salarial le moins élevé de l'Union européenne après la Roumanie,.

## Titulaires depuis 2004
| Nom | Nom | Nom                    | Dates du mandat | Dates du mandat | Parti | Gouvernement(s)      |
| --- | --- | ---------------------- | --------------- | --------------- | ----- | -------------------- |
| |     | Marie-Josée Jacobs     | 31/07/2004      | 23/07/2009      | CSV   | Juncker-Asselborn I  |
| |     | Françoise Hetto-Gaasch | 23/07/2009      | 04/12/2013      | CSV   | Juncker-Asselborn II |
| |     | Lydia Mutsch           | 04/12/2013      | 05/12/2018      | LSAP  | Bettel I             |
| |     | Taina Bofferding       | 05/12/2018      | 17/11/2023      | LSAP  | Bettel II            |
| |     | Yuriko Backes          | 17/11/2023      | en fonction     | DP    | Frieden              |
| Dans l'intervalle entre deux mandats, le ministre sortant assure la gestion des affaires courantes. Titres successifs : - depuis 2023 : Égalité des genres et Diversité |     |                        |                 |                 |       |                      |